# 京都府立亀岡高等学校
京都府立亀岡高等学校（きょうとふりつ かめおかこうとうがっこう）は、京都府亀岡市横町に所在する公立高等学校。略称は「亀高」（かめこう）。

## 設置学科
- 普通科（アカデメイア、スタンダードコース）
- 普通科（美術・工芸専攻）
- 探究文理科

## 沿革

### 高等女学校
- 1904年（明治37年）3月 - 南桑田郡立高等女学校開校。
- 1923年（大正12年）1月 - 郡制廃止により府に移管、京都府立亀岡高等女学校となる。
- 1926年（大正15年）3月 - 眞田範衞が校長に就任。
- 1948年（昭和23年）4月 - 学制改革により京都府立亀岡高等学校となる。

### 実業学校
- 1919年（大正8年）11月 - 南桑田郡立実業学校開校。
- 1923年（大正12年）1月 - 郡制廃止により府に移管、京都府立亀岡農学校となる。
- 1948年（昭和23年）4月 - 学制改革により京都府立亀岡農業高等学校となる。

### 新制高等学校
- 1948年（昭和23年）10月 - 学校再編成により2校を統合し京都府立亀岡高等学校となる。全日制課程（農業土木科、普通科）、定時制課程（農業科、普通科）を設置。
- 1949年（昭和24年）4月 - 全日制課程に商業科設置。
- 1956年（昭和31年）4月 - 全日制課程及び定時制課程に家政科を設置。
- 1962年（昭和37年）4月 - 定時制課程募集停止。
- 1965年（昭和40年）4月 - 定時制課程廃止。
- 1979年（昭和54年）4月 - 商業科募集停止。京都府立南丹高等学校（普通科・商業科）設置
- 1981年（昭和56年）4月 - 商業科廃止。
- 1983年（昭和58年）4月 - 農業科、農業土木科募集停止。京都府立農芸高等学校設置。
- 1984年（昭和59年）4月 - 家政科募集停止。
- 1985年（昭和60年）
  - 3月 - 農業科、農業土木科廃止。
  - 4月 - 京都府の教育制度改革に伴い普通科第I類、第II類（人文・理数系）、第III類（芸術系）を設置。
- 2003年（平成15年）4月 - 普通科第I類に文理科系を設置。
- 2006年（平成18年）4月 - 数理科学科を設置。普通科第II類人文系及び理系を文理系に統合。
- 2012年（平成24年）4月 - 普通科第I類、第II類（人文・理数系）を撤廃。
- 2014年（平成26年）4月 - 普通科第Ⅲ類芸術系を普通科美術・工芸専攻へと名称変更
- 2020年（令和2年）4月 - 数理科学科募集停止。文系、理系の両方を追求できる「探究文理科」を設置。

## 教育方針
- 自ら学び、自ら鍛え、「自ら夢を拓く力」の育成に努める。
- 目標達成や、社会変化に対応できる「たくましく学ぶ力」の育成に努め、希望進路の実現を目指す。
- 豊かな人間性を育み、「豊かに人と結ぶ力」を備えた人格の育成に努める。

## 通学手段
- JR嵯峨野線亀岡駅から徒歩10分
- 京阪京都交通グランド前から徒歩1分

## 部活動
令和4年度 活動実績
- ワンダーフォーゲル部
  - 第27回近畿高校スポーツクライミング大会京都府予選会 - 2位(全国大会出場)
- 陸上競技部
  - 第75回京都府高等学校陸上競技対校選手権大会 - 男子100m4位(近畿大会出場)、男子200m2位(近畿大会出場)、男子4×100mリレー3位(近畿大会出場)、女子走幅跳3位(近畿大会出場)、女子やり投3位(近畿大会出場)
  - 第75回近畿高等学校陸上競技対校選手権大会 - 男子200m3位(全国大会出場)
  - 令和4年度全国高等学校総合体育大会 - 男子200m5位
  - 第55回京都府高等学校ユース陸上競技対校選手権大会 - 男子100m3位(近畿大会出場)、男子4×100mリレー5位(近畿大会出場)、女子走幅跳優勝(近畿大会出場)
  - 第55回近畿高等学校ユース陸上競技対校選手権大会 - 男子100m8位、女子走幅跳2位
  - 第77回国民体育大会 - 男子300m出場、男子4×100mリレー出場
- 吹奏楽部
  - 第55回京都府アンサンブルコンテスト高等学校の部 - クラリネット三重奏金賞
- 自然科学部
  - 第12回高校生バイオサミットin鶴岡 - 審査員特別賞
  - 日本水産学会春季大会 - 研究発表
- 美術部
  - 第13回京都府デッサンコンクール - 最優秀賞、優秀賞
  - 第46回全国高等学校総合文化祭東京大会美術・工芸部門 - 絵画、立体作品出品
  - 男子第73回女子第34回全国高等学校駅伝競走大会ポスター・プログラム表紙画コンクール - 最優秀賞

- 運動系 (順不同)

硬式野球部、剣道部、卓球部、男子ソフトテニス、女子ソフトテニス、男子バスケットボール部、女子バスケットボール部、男子バレーボール部、女子バレーボール部、ラグビー部、サッカー部、バドミントン部、陸上競技部、ソフトボール部、ワンダーフォーゲル部、硬式テニス部
- 文化系 (順不同)

写真部、華道部、茶道部、演劇部、書道部、美術部、コミックアート部、合唱部、吹奏楽部、軽音部、放送部
- 学術系 (順不同)

E.S.S.部、自然科学部、数学研究部

## 著名な教員
- 眞田範衞 - 校長（旧制灘中学校初代校長）

## 著名な卒業生

### 政治・経済
- 四方修 - 元大阪府警本部長（グリコ森永事件時）、元マイカル社長
- 新川浩嗣 - 財務省大臣官房長、元大臣官房総括審議官、内閣総理大臣秘書官、大臣官房審議官（主税局担当）、主税局税制第二課長
- 出口光 - 元タカキュー社長

### 学問・教育
- 上田勝美  - 憲法学者。元龍谷大学副学長、名誉教授
- 上芝功博 - 心理学者。元千葉大学教授
- 川勝昭平  - 経済学者。青山学院大学名誉教授
- 栗山欣彌 - 医学者。元京都府立医科大学学長、元明治鍼灸大学学長
- 出口汪 - 東進ハイスクール講師、実業家。S.P.S.主宰、水王舎社長。
- 村上敬一 - 同志社大学法科大学院教授。元東京高裁判事

### 文化・芸能
- 国広富之 - 俳優。1977年TBSドラマ『岸辺のアルバム』でデビュー
- 西田良 - 俳優。大部屋俳優として活躍。1960年の東映入社。同期には川谷拓三、福本清三
- 雷人 - プロマジシャン。笑っていいとも!番組内でも、東大中退のエリートマジシャンとして話題。
- 松尾清三 - クイズ王（第1回 アメリカ横断ウルトラクイズの優勝者）
- 望月ぱすた - 漫画家、代表作は『宇宙の果てからこんにちわ』
- 田中光 - お笑い芸人・漫画家
- 内藤マーシー - 漫画家[1]

### スポーツ
- 湯浅泰正 - ラグビー指導者・京都成章高校ラグビー部監督

## 進路状況（現役生）
令和5年度入試
- 国公立大学42名（京都府立医科大、京都府立大、京都教育大、京都工芸繊維大、大阪公立大、滋賀大、三重大、富山大、鳥取大、徳島大、愛媛大、北見工業大、福知山公立大、滋賀県立大、秋田公立美術大、高知工科大、島根県立大、長野大、芸術文化観光専門職大、長岡造形大、前橋工科大、津市立三重短期大、静岡県立大学短期大、岐阜市立女子短期大）
- 私立大学（関西大5名、同志社大2名、立命館大10名、京都産業大20名、近畿大18名、佛教大40名、龍谷大43名、京都女子大2名、同志社女子大6名、京都橘大47名、嵯峨美術大2名、京都先端科学大29名、大阪工業大4名、摂南大4名、國學院大3名他）
- 短期大学18名
- 各種・専門学校48名（内　看護専門学校10名）
- 就職6名

令和4年度入試
- 国公立大学22名（広島大、金沢大、奈良女子大、信州大、大阪教育大、京都教育大、京都府立大、鳥取大、德島大、滋賀県立大、神戸市外国語大、兵庫県立大、奈良県立大、都留文科大、高知工科大、津市立三重短期大）
- 私立大学（関西大9名、関西学院大2名、同志社大4名、立命館大12名、京都産業大25名、近畿大11名、佛教大40名、龍谷大61名、京都橘大34名、京都女子大5名、大谷大18名、同志社女子大2名、京都先端科学大37名、嵯峨美術大4名、京都看護大1名、関西外国語大1名他）
- 短期大学21名
- 各種・専門学校47名（内　看護専門学校12名）
- 就職6名（内　公務員2名）

令和3年度入試
- 国公立大学42名（大阪大、九州大、筑波大、広島大、奈良女子大、京都工芸繊維大、京都府立大、京都府立医科大、岩手大、富山大、静岡大、三重大、鳥取大、島根大、山口大、徳島大、高知大、宮崎大、青森県立保健大、福知山公立大、兵庫県立大、岡山県立大、島根県立大、高知工科大、北九州市立大、津市立三重短期大）
- 私立大学（関西大4名、関西学院大2名、同志社大3名、立命館大16名、京都産業大12名、近畿大11名、佛教大37名、龍谷大45名、京都女子大3名、大阪工業大9名、京都先端科学大15名、京都看護大1名、京都橘大14名、追手門学院大3名、大谷大8名、京都芸術大4名他）
- 短期大学21名
- 専門学校62名（内　看護専門学校11名）
- 就職7名（内　公務員1名）

令和2年度入試
- 国公立大学34名（筑波大、京都教育大、滋賀大、奈良教育大、京都府立大、滋賀県立大、奈良県立大、富山大、高知大、前橋工科大、尾道市立大、島根大、会津大、岡山県立大、高知工科大、山口大、佐賀大、埼玉県立大、広島市立大、津市立三重短期大）
- 私立大学（関西大3名、同志社大6名、立命館大26名、京都産業大23名、近畿大4名、佛教大40名、龍谷大45名、京都女子大3名、同志社女子大4名、駒澤大1名、京都先端科学大25名、京都看護大2名、京都栖大22名、大谷大4名、大阪工業大12名他）
- 短期大学24名
- 各種・専門学校54名（内　看護専門学校11名）
- 就職16名（内　公務員6名）

平成31年度入試
- 国公立大学37名（京都工芸繊維大、京都教育大、京都府立大、京都市立芸術大、首都大学東京、大阪市立大、広島大他）
- 私立大学251名（関西大9名、関西学院大1名、同志社大9名、立命館大23名、京都産業大29名、近大7名、龍谷大62名、佛教大62名他）
- 短期大学15名
- 各種・専門学校77名 (内　看護専門学校21名)
- 就職13名（内　公務員4名）

平成30年度入試
- 国公立大学31名（お茶の水女子大、東京学芸大、京都工芸繊維大、金沢大、岡山大、京都教育大、京都府立大、京都市立芸術大他）
- 私立大学208名（関西大12名、関西学院大1名、同志社大4名、立命館大19名、京都産業大14名、近畿大3名、龍谷大41名、佛教大46名他）
- 短期大学15名
- 各種・専門学校72名 (内　看護専門学校21名)
- 就職14名（内　公務員1名）